# Il re dei re (film 1927)
Il re dei re (The King of Kings) è un film muto del 1927, diretto da Cecil B. DeMille.

## Trama
I fatti più salienti della vita di Gesù visti dagli occhi di Maria Maddalena, ricca cortigiana, il cui amante Giuda Iscariota diventa uno dei seguaci di Cristo. 
Allora lei lo sente predicare, si pente dei suoi peccati e diventa pure sua discepola, seguendolo fino alla sua crocifissione e resurrezione.

## Produzione
Il film, prodotto da Cecil B. DeMille, fu girato dal settembre 1926 al 17 gennaio 1927 negli studi di Culver City (9336 W. Washington Blvd.) e all'Iverson Ranch di Chatsworth, Los Angeles. Il budget è stimato a 2.500.000 dollari.

## Distribuzione
Distribuito dalla Pathé Exchange e dalla Producers Distributing Corporation (PDC), il film uscì in prima a New York il 19 aprile e poi a Los Angeles il 18 maggio 1927, dove fu presentato la sera dell'inaugurazione del nuovo Chinese Theatre di Sid Grauman.
Nel 1961 Nicholas Ray girò un film dallo stesso titolo (Il re dei re).

## Curiosità
H.B. Warner, che interpretava Gesù, venne coinvolto in uno scandalo con una donna sconosciuta decisa a ricattare DeMille tanto da mandare in rovina la produzione. Si crede che DeMille pagò la donna a patto che lasciasse gli Stati Uniti.
DeMille non volle correre rischi col film. I due protagonisti, H.B. Warner e Dorothy Cumming, vennero costretti a firmare degli accordi che proibivano loro di apparire in ruoli cinematografici che avrebbero potuto compromettere le loro immagini da "santi" per un periodo di cinque anni. DeMille inoltre ordinò loro di non mostrarsi nel fare attività "non bibliche" durante le riprese del film. Tali attività consistevano nel giocare a baseball, giocare a carte, frequentare night club, nuotare e girare in spider.
Il set del Tempio di Gerusalemme è stato costruito sulla Pathe (poi RKO) backlot a Culver City. Venne poi modificato per ricreare il grosso muro nel film King Kong che viene spaccato nei titoli di testa. Venne riusato in seguito come set nel film Anime nel deserto, finendo per essere l'Atlanta in fiamme rappresentata in Via col vento.
Dopo aver considerato Seena Owen, Gloria Swanson, Gertrude Lawrence, Vilma Bánky e Raquel Meller per il ruolo di Maria Maddalena, Cecil B. DeMille scelse Jacqueline Logan dopo che questa gli disse: «Non voglio interpretarla come una donna cattiva, ma come una donna che non conosce la differenza tra giusto e sbagliato».
Durante le riprese H.B. Warner veniva portato sul set in una macchina chiusa con le tendine abbassate, indossava un velo nero quando lasciava il set, e mangiava da solo. Lo stress nell'interpretare Gesù ebbe un brutto effetto su Warner, tanto da risvegliare in lui il vecchio problema con l'alcol.
Mentre DeMille stava girando la scena della crocifissione fece visita al set il regista David Wark Griffith. Dopo aver parlato un po', prima di riprendere a girare, DeMille dette il megafono in mano a Griffith dicendogli: «Girala tu questa». Griffith girò quindi una scena di un gruppo di persecutori di Cristo riuniti intorno ai piedi della Croce.
Per garantire che il cast e la troupe osservassero un livello di riverenza adeguato verso H.B. Warner come Gesù Cristo, a nessuno tranne al regista Cecil B. DeMille era permesso di parlare con lui quando era in costume.
La scena della crocifissione è stata girata alla vigilia di Natale.
Per la realizzazione del film Cecil B. DeMille assunse come consigliere tecnico su tutti i lavori biblici Baird. T. Spalding autore del libro Vita e insegnamenti dei maestri del lontano Oriente.
Sebbene Dorothy Cumming interpretasse Maria, ella era in realtà 24 anni più giovane di H.B. Warner che interpretava Gesù.
Nel film figura come comparsa la futura scrittrice e filosofa oggettivista Ayn Rand, all'epoca sceneggiatrice appena emigrata a Hollywood dalla natia Russia.